# ダストモップ
ダストモップ（ドライモップ）とは、吸塵剤（ホワイトオイル、リキッドパラフィンなど）を染み込ませたモップであり、掃く・拭くを同時にできる。
砂や大きなゴミがなく、水や油で濡れていない木製・樹脂製床材に適合する。
しかしながら、強く押してしまうと、かえって油分が付着してしまうため、注意を要する。